# قرار مجلس الأمن التابع للأمم المتحدة رقم 1169
قرار مجلس الأمن التابع للأمم المتحدة رقم 1169، المتخذ بالإجماع في 27 أيار / مايو 1998، بعد النظر في تقرير الأمين العام كوفي عنان بشأن قوة الأمم المتحدة لمراقبة فض الاشتباك، مدد المجلس ولايتها لمدة ستة أشهر أخرى حتى 30 تشرين الثاني / نوفمبر 1998.
ودعا القرار الأطراف المعنية إلى التنفيذ الفوري للقرار 338 (1973) وطلب من الأمين العام تقديم تقرير عن الوضع في نهاية تلك الفترة.
وجاء في تقرير الأمين العام الصادر عملاً بالقرار السابق بشأن قوة الأمم المتحدة لمراقبة فض الاشتباك أن الوضع بين إسرائيل وسوريا ظل هادئًا على الرغم من أن الوضع في الشرق الأوسط ككل لا يزال خطيرًا حتى يتم التوصل إلى تسوية. وفي غضون ذلك، أُبلغ عن بعض القيود التي فرضها كلا الجانبين على حرية حركة قوة الأمم المتحدة لمراقبة فض الاشتباك.

## روابط خارجية
- نص القرار في undocs.org